# Vaigatx
L'illa Vaigatx o Vaygatx (en rus:Вайга́ч), és una illa de Rússia que es troba a l'Oceà àrtic entre el Mar de Petxora i el Mar de Kara. El nom de Vaigatx prové de l'idioma dels iuracs o nents, i vol dir costa al·luvial.
Té una superfície de 3.383 km². El punt més alt és a 170 m d'altitud. Hi ha molts rius, petits llacs i aiguamolls. La vegetació és de tundra. Entre la fauna destaca la varietat d'ocells i els mamífers marins. Hi ha una reserva natural
L'illa està separada de la península Iugòrski (a la part continental) per l'estret de Iugor, i de Nova Terra per l'estret de Kara. Aquesta illa és part de l'ókrug autònom dels Nenets de l'óblast d'Arkhànguelsk.
El mes més fred és febrer amb -20 °C i el més càlid és juny amb 5 °C.
Els assentaments es diuen Vaigatx, Dolgaia Guba, i Varnek.